# Gomphoceridius brevipennis
Gomphoceridius brevipennis är en insektsart som först beskrevs av Brisout de Barneville 1858.  Gomphoceridius brevipennis ingår i släktet Gomphoceridius och familjen gräshoppor. Inga underarter finns listade i Catalogue of Life.